# Skydance Media
Skydance Media (nota anche come Skydance Productions) è stata una società di produzione statunitense con sede a Santa Monica, in California. Fondata da David Ellison nel 2006, la società ha stretto una partnership quinquennale per co-produrre e co-finanziare film con la Paramount Pictures a partire dal 2009 e ha rinnovato l'accordo due volte fino al 2021. La società è specializzata in film, animazione, serie televisive e videogiochi.

## Storia
Skydance Productions è stata costituita nel 2006 da David Ellison . Il primo film dell'azienda è stato Flyboys nel 2006, con Ellison e cofinanziato da MGM .
Nell'autunno del 2009, Skydance e Paramount Pictures hanno firmato un accordo quinquennale di cofinanziamento, produzione e distribuzione, con Paramount che detiene l'opzione aggiuntiva di distribuzione. Prima di agosto 2010, Skydance ha assunto Dana Goldberg, ex Village Roadshow Pictures, per supervisionare lo sviluppo e la produzione. Nell'agosto 2010, con la partnership di Paramount e un investimento azionario della sesta persona più ricca del mondo, il padre di Ellison, Larry Ellison, Skydance ha raccolto $ 350 milioni in azioni e crediti per cofinanziare i suoi film.
Il 1º maggio 2013, Skydance ha lanciato Skydance Television, assumendo Marcy Ross come presidente di divisione.
Skydance ha rinnovato il suo accordo con la Paramount nell'estate del 2013 per altri quattro anni.
Più tardi nello stesso anno, Skydance ha raccolto $ 700 milioni in nuovi finanziamenti. Il rifinanziamento includeva $ 200 milioni in azioni da un gruppo di investitori e una linea di credito da $ 500 milioni da JP Morgan Chase. Il 3 maggio 2016, Skydance Media ha utilizzato parte del suo nuovo finanziamento per acquistare lo sviluppatore di giochi The Workshop Entertainment, Inc. Tale società è stata rinominata e ri-organizzata come Skydance Interactive, LLC. La società di David Ellison ha anche creato un'etichetta di produzione denominata Uncharted nel dicembre 2016 per ospitare contenuti che non rientrano nei generi d'azione, fantascienza o fantasy.
Il 16 marzo 2017, Skydance ha lanciato la divisione Skydance Animation formando una partnership pluriennale con Ilion Animation Studios di Madrid. Due progetti sono già in fase di realizzazione, uno dei quali originariamente prevede una release a marzo 2021. Nell'agosto 2017, Skydance e Paramount hanno rinnovato il loro accordo per altri quattro anni fino al 2021, con l'aggiunta dei film di animazione di Skydance per la distribuzione.
Il 25 gennaio 2018, Tencent ha acquistato una quota di minoranza dal 5% al 10%. Jun Oh è stato assunto da Skydance Media come responsabile degli affari teatrali, interattivi e legali nell'ottobre 2018.

### Acquisizione di National Amusements e fusione con Paramount Global
Nel gennaio del 2024, è stato riportato da varie fonti che David Ellison era interessato a una possibile acquisizione di National Amusements, azionista di maggioranza della Major Paramount Global, da Shari Redstone.
Il 3 aprile 2024, le due aziende hanno annunciato l’avvio di un periodo esclusivo di negoziazione di 30 giorni per discutere della potenziale acquisizione, con un’offerta da 2 miliardi di dollari.
Al termine delle trattative non esclusiva, nonostante non si fosse arrivati a un accordo, si è deciso di estendere le discussioni con un ulteriore periodo di valutazione. Alla scadenza di questo periodo è stato annunciato che le trattative tra National Amusements e la cordata Skydance/RedBird Capital non sono in porto e che quindi non ci sarebbe stata la fusione.
Il 7 luglio 2024, a seguito di una riapertura delle contrazioni, viene annunciato che le due parti hanno trovato un accordo per l’acquisizione di National Amusements per 8 miliardi di dollari. La fusione tra Skydance Media e Paramount Global dovrebbe essere completata entro il 2025.
Il 7 agosto 2025 viene completata la triplice fusione tra Skydance Media, Paramount Global e National Amusements.

## Filmografia

### Cinema
- Giovani aquile (Flyboys), regia di Tony Bill (2006)
- Il Grinta (True Grit), regia di Joel ed Ethan Coen (2010)
- Mission: Impossible - Protocollo fantasma (Mission: Impossible - Ghost Protocol), regia di Brad Bird (2011)
- Parto con mamma (The Guilt Trip), regia di Anne Fletcher (2012)
- Jack Reacher - La prova decisiva (Jack Reacher), regia di Christopher McQuarrie (2012)
- G.I. Joe - La vendetta (G.I. Joe: Retaliation), regia di Jon M. Chu (2013)
- Into Darkness - Star Trek (Star Trek Into Darkness), regia di J. J. Abrams (2013)
- Jack Ryan - L'iniziazione (Jack Ryan: Shadow Recruit), regia di Kenneth Branagh (2014)
- Terminator Genisys, regia di Alan Taylor (2015)
- Mission: Impossible - Rogue Nation, regia di Christopher McQuarrie (2015)
- Star Trek Beyond, regia di Justin Lin (2016)
- Jack Reacher - Punto di non ritorno (Jack Reacher: Never Go Back), regia di Edward Zwick (2016)
- Life - Non oltrepassare il limite (Life), regia di Daniel Espinosa (2017)
- Baywatch, regia di Seth Gordon (2017)
- Geostorm, regia di Dean Devlin (2017)
- Annientamento (Annihilation), regia di Alex Garland (2018)
- Mission: Impossible - Fallout, regia di Christopher McQuarrie (2018)
- Gemini Man, regia di Ang Lee (2019)
- Terminator - Destino oscuro (Terminator: Dark Fate), regia di Tim Miller (2019)
- 6 Underground, regia di Michael Bay (2019)
- Senza rimorso (Without Remorse), regia di Stefano Sollima (2021)
- La guerra di domani (The Tomorrow War) regia di Chris McKay (2021)
- Snake Eyes: G.I. Joe - Le origini (Snake Eyes: G.I. Joe Origins), regia di Robert Schwentke (2021)
- Top Gun: Maverick, regia di Joseph Kosinski (2022)
- The Adam Project, regia di Shawn Levy (2022)
- Una birra al fronte (The Greatest Beer Run Ever), regia di Peter Farrelly (2022)
- Air - La storia del grande salto (Air), regia di Ben Affleck (2023)
- Ghosted, regia di Dexter Fletcher (2023)
- Transformers - Il risveglio (Transformers: Rise of the Beasts), regia di Steven Caple Jr. (2023)
- Mission: Impossible - Dead Reckoning, regia di Christopher McQuarrie (2023)
- Heart of Stone, regia di Tom Harper (2023)
- Spy Kids: Armageddon, regia di Robert Rodriguez (2023)
- The Family Plan, regia di Simon Cellan Jones (2023)
- Mission: Impossible - The Final Reckoning, regia di Christopher McQuarrie (2025)
- The Old Guard 2, regia di Victoria Mahoney (2025)

### Televisione
- Manhattan (2014-2015)
- Grace and Frankie (2015 - in produzione)
- Ten Days in the Valley (2017-2018)
- Altered Carbon (2018 – in produzione)
- Dietland (2018)
- Condor (2018 – in produzione)
- Jack Ryan (2018 – 2023)
- Foundation (produzione sospesa)
- Sword Art Online[16][17] (live action, produzione sospesa)
- Reacher (2022-)
- FUBAR (2023-)
- Terminator Zero (2024)